# Șîroka Balka, Iuriivka
Șîroka Balka (în ucraineană Широка Балка) este un sat în comuna Verbske din raionul Iuriivka, regiunea Dnipropetrovsk, Ucraina.

## Demografie
Componența lingvistică a localității Șîroka Balka
     Ucraineană (91,03%)
     Rusă (8,97%)
Conform recensământului din 2001, majoritatea populației localității Șîroka Balka era vorbitoare de ucraineană (91,03%), existând în minoritate și vorbitori de rusă (8,97%).